# Echinochalina intermedia
Echinochalina intermedia är en svampdjursart som först beskrevs av Thomas Whitelegge 1902.  Echinochalina intermedia ingår i släktet Echinochalina och familjen Microcionidae. Inga underarter finns listade i Catalogue of Life.